# Fédération autonome de l'Éducation nationale
La Fédération autonome de l'Éducation nationale (FAEN) est une fédération de syndicats liés à l'Éducation nationale, créée en 1990 autour du Syndical national des collèges (fondé en 1960), et affiliée initialement (jusqu'en 1993) à la Fédération générale autonome des fonctionnaires.

## Valeurs
La FAEN se prévaut d'une totale indépendance vis-à-vis des partis politiques.
Elle réclame la mise en place d’une véritable refondation de l’école de la République qui permette à chaque élève d’aller au maximum de ses possibilités entrainant ainsi une élévation du niveau global de formation. Cela passe notamment par l’amélioration des conditions de travail des personnels comme des élèves, une amélioration de la formation des personnels et une revalorisation financière des métiers de l’éducation.
La FAEN rappelle son attachement au principe constitutionnel de laïcité de l'État sous deux aspects : séparation des religions et de l'État et attribution des fonds publics au seul service public laïque d’éducation.
La FAEN demande au gouvernement de mener une lutte systématique et résolue contre les incivilités et les différentes formes de violence. Le rétablissement de l’autorité des personnels, la lutte contre les incivilités et la violence constituent des préalables à toute amélioration significative du système éducatif.
La FAEN reste d’une façon générale opposée au principe de décentralisation de nouveaux services et de nouvelles missions (orientation, formation professionnelle sous statut scolaire) ou de nouvelles catégories de personnels.
Refusant le syndicalisme d’opposition systématique comme le syndicalisme d’accompagnement, la FAEN revendique un syndicalisme de proposition, de négociation (toutes  les fois que possible) mais aussi d’action chaque fois que cela est nécessaire.

## Constitution
La FAEN est une fédération ultra-minoritaire (1,1 % des voix aux élections professionnelles de 2018). Le Syndicat indépendant des personnels de direction de l'Éducation nationale « Indépendance et Direction » a quitté la FAEN en 2012 pour rejoindre la Fédération nationale de l'enseignement, de la culture et de la formation professionnelle - FO. 
Dans les années 2010, elle agrège autour du SNCL (son syndicat historique) des structures à l'implantation régionale (Aix-Marseille pour le SIAES, Nancy-Metz pour le SPIEN) ou sectorielle (les PRAG pour le SAGES, PEGC pour le SNCL). 
La FAEN regroupe les syndicats suivants :
- Syndicat national des collèges et des lycées (SNCL-FAEN), qui réunissait historiquement les PEGC et s'est depuis les années 70 élargi à l'ensemble des enseignants du second degré[4].
- Syndicat indépendant de l'enseignement du second degré (SIES-FAEN), qui s'adresse aux enseignants du second degré et du supérieur (PRAG et PRCE).
- Syndicat indépendant académique de l'enseignement secondaire (SIAES-SIES-FAEN), qui s'adresse aux enseignants du second degré et du supérieur (PRAG, PRCE) dans l'académie d'Aix-Marseille où il est le deuxième syndicat représentatif tous corps confondus depuis les élections de 2008. Il est en progression régulière au fil des élections. En 2014, il double son nombre de commissaires paritaires (12) et obtient, pour la première fois depuis sa création, un siège en CAPA EPS en plus des sièges qu'il détenait déjà en CAPA des professeurs agrégés et en CAPA des professeurs certifiés. Il siège également au Conseil Académique de l'Education Nationale. Il constitue une section académique du SIES-FAEN.
- Syndicat des Agrégés de l'Enseignement supérieur (SAGES-FAEN), s'adresse aux professeurs agrégés du supérieur et a siégé jusqu'en 2015 au CNESER (liste "PRAG et PRCE" SAGES-SIES).
- Syndicat pluraliste et indépendant de l'Éducation nationale (SPIEN-FAEN), syndicat national, particulièrement implanté dans l'académie de Nancy-Metz chez les PLP (où il siège en CAPA) et les certifiés.
- Syndicat autonome des enseignants de Mayotte (SAEM-FAEN), qui rassemble les enseignants du premier degré à Mayotte.